# Norvellina scitula
Norvellina scitula är en insektsart som beskrevs av Ball 1901. Norvellina scitula ingår i släktet Norvellina och familjen dvärgstritar. Inga underarter finns listade i Catalogue of Life.